# اندیس سنگ تزئینی گرد پینه
سنگ تزئینی گرد پینه یک اندیس مصالح ساختمانی است که در حوالی شهر اردل استان چهارمحال و بختیاری قرار دارد و مادهٔ معدنی موجود در آن، سنگ تزئینی است.سنگ میزبان این اندیس سنگ آهک است و دیرینگی آن به دوران الیگومیوسن می‌رسد. 